# Elatostema rudicaule
Elatostema rudicaule är en nässelväxtart som beskrevs av H. Winkl.. Elatostema rudicaule ingår i släktet Elatostema och familjen nässelväxter. Inga underarter finns listade i Catalogue of Life.